# Kasinoman
Kasinoman is een bestuurslaag in het regentschap Banjarnegara van de provincie Midden-Java, Indonesië. Kasinoman telt 2405 inwoners (volkstelling 2010).